# 4대강 정비 사업에 대한 비판

## 관련 사고

### 안전사고
2010년 11월 18일에는 4대강 사업으로 인해 물의 흐름과 속도가 뒤바뀌어 이포보 공사 현장에서 병사 3명이 사망하는 사고가 발생했다.
2011년 1월 22일에는 김해 낙동강에서 준설선이 침몰해 기름이 유출되었다.
2009년 11월 4대강 사업이 시작된 이후 대강 사업현장에서 2011년 4월 22일에 이르기까지 공사 안전사고로 19명의 사망자가 발생했다.
이에 대해 정종환 국토해양부 장관은 2011년 4월 21일 국회 법제사법위원회 전체회의에 출석해 "사고다운 사고는 몇 건 없고 대부분 본인 실수에 의한 교통사고나 익사사고 등"이라고 답을 했다.

### 지천 홍수피해 위험 증대
녹색연합 4대강 현장팀은 2011년 2월과 3월 두 차례에 걸쳐 낙동강 중상류인 경북 상주의 병성천과 낙동강 합류 지점을 관찰하여 '역행침식'(지류의 하류에서 상류로 거슬러 올라가며 침식이 확산되는 현상)이 진행 중임을 확인했다. 이는 '물그릇을 키워 홍수를 막겠다’고 한 정부 주장과 정면으로 대치된다.
2011년부터 남한강 주위에 제방이 많이 무너졌다.

### 멸종위기종의 폐사
여주보 건설예정지 하류를 준설을 하기 위해 가물막이를 한 곳에서 1천마리 이상의 물고기들이 집단 폐사했는데, 그중 멸종위기에 속하는 꾸구리도 포함되어 있는 것으로 드러났다.

### 문화재 훼손
2010년 10월 20일 문화재가 훼손되는 일이 발생했다. 4대강 사업이 진행되는 낙동강 32공구(경북 의성군 단밀면 생송리)에서 발견된 마애보살좌상이 4대강 사업으로 인해 폭파되어 구멍이 뻥 뚫린 상태로 드러났다.
이 마애보살좌상은 국보급으로 평가된다. 사건의 심각성을 알고 불교 최대 종파인 조계종 승려들도 현장에 방문하여 사태를 파악했다. 그러나 조계종 총무원은 현장 조사후 기자회견을 열고 “마애불 발견은 원칙과 절차에 따라 진행됐고, 구멍이나 긁힌 자국 등은 불가피한 상황으로 현장에서도 보존을 위해 만전을 기하고 있는 것으로 판단했다”고 밝혔다.
외에도 세종대왕릉과 효종대왕릉이 4대강 사업으로 침식될 수 있다는 주장이 제기되었다. 민주당 전혜숙 의원은 여주의 세종대왕릉, 효종대왕릉은 강변과 인접해 평소에도 안개가 잦은 지역인데 여기에 수심 7m 깊이로 준설을 하고 여주보까지 만들면 상습 안개 지역이 될 것은 당연하다”고 지적하였고, "이 경우 세종대왕 능과 효종대왕 능에 세워진 보물급 목조 건축물(제실)과 석물 등의 침식은 불문가지”라고 주장하였다.

### 호국의 다리 붕괴
2011년 6월, 장마로 인해 폭우가 쏟아지자 낙동강 호국의 다리가 붕괴되는 일이 발생했다. 환경운동연합 측은 이와 관련 "왜관철교 붕괴는 인접한 4대강 사업으로 하상이 과도하게 준설되어 일어난 사고"라며 "4대강 공사로 강바닥이 준설 전보다 4m 낮아졌다. 장맛비로 교각 부근에 와류가 발생, 교각 밑바닥에 있는 모래를 세굴하게 되었고, 결국 교각이 기울어지면서 교량상판이 하천 바닥으로 내려앉으면서 붕괴된 것"이라고 지적했다.

### 구미 단수
2011년 6월 30일 경상북도 구미시는 4대강 준설사업 공사로 인하여 수도관이 크게 파손되는 바람에 물이 새서 구미시 전지역이 단수되는 바람에 구미시의 주민들은 물부족 현상 때문에 심하게 곤란을 겪었다.

### 상주보 제방 유실
2011년 6월 폭우 속에 낙동강 사업 33공구인 상주보 하류 제방 150여 미터가 힘없이 유실됐다. 보 건설에 따른 하천 흐름의 변화를 제대로 예견하지 못해 벌어진 인재라는 주장이 강하게 일었다. 제방 복구비로 87억원이 소요됐다.

### 논산 홍수 피해
홍 대표는 20일 오전 여의도 당사에서 열린 최고중진연석회의에서 “ 충남 논산지역의 홍수피해가 4대강 공사 중에서 유일하게 잘못해 둑을 막아버렸다. 배수가 빠지지 못하게 막아버렸다”라고 말했다. 논산시 주민들은 마을 3곳의 피해액만 150억~200억원에 이른다고 주장했다.

### 준설토 농사 문제
영산강 준설토를 이용해 농지를 높인 전라남도 나주시 동강면 옥정들에서 벼농사를 지었는데 흙이 강산성이어서 농사를 망쳤다.

## 논란

### 야권 단체장들의 입장 변화
민주당은 4대강 사업에 반발하며, 이에 대한 대안으로‘4대강 사업 대안서’를 내놓았다. 그러나 이에 대해, 보 설치 문제를 제외하면 정부의 4대강 사업안과 크게 다르지 않다는 지적이 있다. 이 때문에 민주당 내부에서 단체장들이 4대강 사업에 찬성한다는 보도가 이어졌다. 민주당 소속의 이시종 충북지사는 4대상 사업을 큰 틀에서 찬성한다고 밝히기도 했다. 충북은 홍수나 가뭄을 예방하기 위한 치수사업이 대부분이라 주민들을 위해 충북에서 진행 중인 4대강 사업을 계속하겠다는 것”이라고 말했다.
민주당도 치수차원의 4대강 살리기에는 찬성한다는 입장으로 한 발 물러섰다. 김두관 경남도지사는 대운하를 하기 위한 기초작업에 대해서는 절대적으로 반대한다면서도 "생명파괴이자 환경 대 재앙이라고 규정해서 반대하고 있지만, 기존에 해오던 치수사업은 환경기초시설을 만들어서 수질을 개선 한다거나, 지천이나 소하천 정비해서 복원해서 홍수를 예방하는 문제는 동의를 한다"고 밝혔다.

### 대운하 사업 논란
2008년 12월 29일 낙동강 지구에서 사전환경성검토 작업 없이 착공식이 진행된 점에 비추어, 민주당 등의 야당은 대운하 계획 수행을 위해 정부가 무리수를 두고 있다는 비판을 가했다. 또한 시민단체들은 4대강 정비사업이 한반도 대운하를 이름만 바꿔서 전초작업으로 재등장시킨 것이라는 의혹을 제기하고 있다. 2009년 6월 1일 경향닷컴 기사에 따르면 이 사업에 5조원에 가까운 자금이 더 투입되면서 한반도 대운하의 포석이 아니냐는 의혹이 있다. 4대강에 설치하는 보는 마스터플랜에서 발표한 16개 보 외에 물놀이 공간 등을 만들기 위한 작은 보 4개를 더 추가해 모두 20개가 된다고 알려지자, 국토해양부가 이같은 계획을 처음부터 확정해놓고도 여론을 의식해 일부러 숨긴 것 아니냐는 지적을 받고 있다.
이에 대해 이명박 대통령은 대선 당시 대운하 공약을 반대 여론이 많아 계획을 바꿨다며 운하는 다음 대통령이 필요하다고 판단하면 다음 정권이 하는 것이라고 주장했다.
4대강 사업의 핵심인 '보' 설치와 '준설' 공사는 운하사업의 1단계 사업이 될 수 있으며 보와 준설은 강 생태계를 파괴한다고 일부 환경단체 등에서 주장하고 있다.
김황식 국무총리와 심명필 국토부 4대강 살리기 추진본부장은 4대강 사업이 대운하 사업이 아님을 발표하였다. 김황식 총리는 또한 "정부가 추진하고 있는 4대강 사업이 대운하 사업으로 밝혀진다면 국정운영이 불가능할 정도로 큰 혼란과 정치적 재앙이 올텐데 한나라당은 어떻게 되겠느냐"이라고 답변했다.

### 경기부양 효과, 일자리 창출 논란
2009년12월 11일 한나라당 이한구의원이 '국가부채가 급증하는 상황에서 (정부가) 무슨 사업을 그렇게 준비를 철저히 안 하고 법적절차도 제대로 안 밟는 인상을 주면서 자꾸 속도만 내려고 한다'고 비판했다. 이어 '토목사업으로 하는 경기부양은 효과가 일시적이고, 좋은 일자리는 잘 만들어지지 않는다'면서 '토목사업이라는 게 주로 장비로 하기 때문에 옛날처럼 고용창출 효과가 별로 없다'고 말했다. 정부가 4대강 사업의 주요 경제적 효과로 제시하고 있는 경기부양과 일자리 창출에 대한 반박이다. 특히 지방경제에 긍정적이란 정부 입장에 대해 '(사업을) 수행하는 업체들은 다 서울업체다. 지방에 대형마트가 들어서는 거와 똑같다. 거기서 돈 벌어서 모두 서울로 가져간다'고 지적했다.
일자리 창출 효과에 대한 논란도 있다. 정부는 4대강 사업으로 인해 일자리 34만개가 생긴다고 강조한바 있다. 그러나 4대강 사업 공사 현장에서는 일하는 인부들의 모습은 거의 보이지 않고 대부분 건설 중장비들만 동원되고 있으며, 현장 관계자도 인부보다 건설 장비가 더 많이 동원되고 있다고 증언했다. 또한 투입되는 인력도 중국인들이 1/3 이상을 차지하며 이들은 대부분의 돈을 중국에 송금하기 때문에 경기 부양 효과는 거의 없다는 지적이다. 그나마 투입된 한국인 노동자들도 40대에서 60대까지 중장년의 일용직 노동자들만 있으며, 취약계층에 대한 일자리 지원도 거의 없다는 것이다. 고용보험 신규 가입자도 1100여명에 불과하며, 국토해양부가 공개한 하루 평균 투입된 노동자들도 1만 1천여명에 불과한 것으로 드러났다.

### 과다 예산 지출논란
정부의 발표에 따르면 4대강 사업 예산은 22조 2천억이다. 그러나 민주당은 토지보상비, 수질 개선비, 수자원 공사 이자 보전비를 포함해 13조 6천억이 더 필요하며 이에 따라 4대강 예산은 35조 8천억이 될 것이라고 주장하였다.
4대강 사업은 13억 톤의 물을 취수원으로 하여 산간벽지에 물을 공급하는 방식의 광역 상수도 사업이 포함되어 있다. 이 광역 상수도 시설을 위한 비용으로 20조원 이상이 소요될 것이라는 예상이 있다. 이 주장은 취수원과 물수요지역이 지나치게 떨어져 있다는 사실과 여태까지의 상수도 시설 공사에 소요된 비용을 근거로 하고 있다. 이 주장에 따르면 이 광역 상수도 시설 공사 비용을 포함하여 4대강 예산은 50조가량이 된다.
2009년 10월 국회에서 보상비 산정이 들쭉날쭉 되었음이 밝혀졌다. 또한 재정이 좋지 않은 상황에서도 예산이 계속 증가하며 과다 지출되고 있는데 대해 조선일보도 비판적인 기사를 내보내기도 하였다.
2010년 4대강 사업에 따른 토지 보상비용이 정부 계획보다 1조 1000억원 늘어나 논란이 일던 가운데, 4대강 사업의 총 지출비용이 30조원을 넘는다는 분석이 제기됐다. 이렇게 과다 예산이 지출된다는 지적이 제기되던 가운데 한나라당 내부에서도 반대 목소리가 나왔다. 이한구 의원은 "4대강은 축소 조정해야 한다. 4대강 사업은 취지는 좋은데 내용 면에서 너무 범위가 넓고 서두르고 있다. 또한 환경영향평가, 문화재파괴여부, 지류 오염시설 방치, 농경지 피해, 생태계 변화 등 법·행정적으로 취해야 할 여러 조치를 취하지 않고 있다. 국토를 훼손하는 것이기 때문에 자칫 잘못하면 복원이 불가능한 일이다"라고 지적했다. 그는 이어 2010년 12월에 통과된 새해 예산안 파행에 대해서도 4대강이 원인이라고 지적했다. 그는 "4대강을 왜 그토록 강행을 하려고 그러는지 조금 유연한 태도를 보일 필요가 있는데, 이게 죽고 사는 문제가 아니잖나? 이것 때문에 치르는 희생이 너무 크다"고 비판했다.
2010년 예산국회가 시작한 가운데 4대강 사업이 내년 예산의 핵심이 되어 복지와 교육이 반영이 미미한 우려를 나타났다.

### 광역 상수도 설비 필요성 논란
정부의 8억톤 물부족론, 10억톤 물부족론등이 100년에 한 번 올까 말까한 최대 가뭄년을 기준으로 하고 물수요 과다 추정치에 근거를 두고 있기 때문에 4대강의 20조 가량의 시설비가 투입될 가능성이 있는 광역 상수도 시설은 쓸모가 없을 것이라는 주장이 있다.

### 문화재 지표조사 논란
4대강 사업을 위해 진행된 문화재 지표조사가 엉터리라는 주장이 제기되었다. 문화재지표조사는 공사구역이 확정된 이후 진행되어야 함에도 사전에 진행되었고 수중조사는 아예 누락되었기 때문이다. 뿐만아니라 삼국시대의 문화유적지인 4대강 주변의 문화재 지표조사를 한달 반만에 마친 것도 납득이 되지 않는 상황이라며, 청계천 복원사업 당시 1년에 걸쳐 문화재 조사가 진행되었음을 감안할 때 청계천의 213배인 4대강 유역의 조사가 한달 반만에 끝났고 이를 근거로 공사가 강행된다는 것은 문화재 말살 정책이나 다름없다는 비판을 받고 있다.

### 타 예산 삭감 논란
정부가 4대강 살리기 사업에 2010년 8조6000억 원의 예산을 지출하기로 한데 대해 야당과 여당에서도 반발이 크다. 특히 지역별로 산업단지, 아시안게임, 교육, 교통 등 긴요한 예산들이 4대강 예산에 밀려 삭감 되고 있다는 우려가 커지고있다. 또한 낙동강에 예산의 58%가 집중되어 지방재정의 빈익빈 부익부를 초래할 것으로 우려하기도 했다.
2012년까지 본 사업비만 22조2000억 원이 소요되는 4대강 사업의 2010년도 공식 예산은 3조5000억 원이다. 여기에 수자원공사가 부담하는 3조2000억 원이 있고, 환경부와 농림부 예산에 포함된 사업비까지 합치면 8조5000억 원에 이를 것으로 추산된다. 보건복지가족부가 편성해 올해 지원했던 예산 541억 원이 2010년 예산안에서는 전액 삭감됐다. 2009년 11월 각계의 시민단체 회원들은 '2010년 예산안공동대응모임'을 구성하여 "정부는 국민의 70퍼센트가 반대하는 4대강 사업에만 22조 원이 넘는 엄청난 돈을 쏟아 부으면서 정작 교육과 급식, 복지 관련한 민생 예산들은 삭감하고 있다"며 반대했다. 참여연대 박원석 협동사무처장은 "4대강 사업은 환경과 국민을 갉아먹는 사업"이라며 비판했다. 또한 자유선진당 이회창 총재는 이명박 정부의 세종시 수정안에 대하여 "이명박 대통령이 세종시를 수정 추진하려는 것은 4대강 정비 사업에 돈을 퍼붓기 위한 것" 이라고 주장 하였다.
이명박 대통령은 지난 김대중, 노무현 정부 때도 홍수 때마다 수십 조원이 드는 방지 대책을 내놨었는데, 그 때는 반대하지 않다가 지금 반대하면서 대신 복지 예산에 쓰라고 소리를 높이는 건 '포퓰리즘'이라고 주장했다.
민주당 소속 전현희 대변인은 "4대강 예산으로 인해 실제로 서민복지예산이 삭감되고 있음에도 불구하고 정부·여당은 아직도 복지예산에 감액이 없다는 궤변을 늘어놓으며 친서민의 탈을 쓰고 국민들을 기만하고 있다"라고 비판하였다. 이처럼 4대강 살리기 사업이 포함된 수자원 예산은 2009년 2조 9681억원에서 2010년 8조 7152억원으로 3배 가까이 늘어, 서민복지를 희생하여 4대강 정비 사업을 강행한다는 비판을 받고있다. 실제로 윤증현 기획재정부 장관은 "복지 같은 데 재원을 써버리면 남는 게 없다”며 “나라 형편이 되는 한도 내에서 (복지를) 즐겨야 한다"라며 복지 예산 대신 4대강 사업으로 사용했다는 것을 시사했다.
그러나 기획재정부 김동연 예산실장은 "내년도 전체 예산 가운데 복지예산이 86조원이고, 이 가운데 서민희망 예산 지원규모는 32조1000억원이다. 32조원은 내년도 전체 예산대비 거의 10%에 가까운 비율로, 올해 서민예산 규모가 29조1000억원이었는데 내년도는 3조원이 늘었다"라고 밝히고 있다.

### 재해 방지 효과 논란
이명박은 김대중, 노무현 정부에서도 43조원과 87조원이 들어가는 수해방지계획을 세웠다고 주장하며, 짧은 기간에 예산을 집중투입해야 오히려 낭비를 줄일 수 있다고 설명했다.
이에 대해 홍수피해가 우려되는 지역은 지방의 군소하천이지 4대강과 같은 국가하천이 아니기 때문에 홍수 예방 효과가 거의 없다는 주장이 있다. 이 주장은 2008년 한국방재협회가 내놓은 연구보고서를 보면 국가 하천의 홍수피해액은 3.6%이고 국토해양부에서 2008년 내놓은 하천재해예방사업 기본계획에도 투자 우선지역에 대한 투자비 중 국가 하천에 대한 비중은 1.2%라는 것을 근거로 하고 있다.
정부가 4대강 사업의 일환으로 추진하는 ‘농업용 저수지 둑 높임 공사’가 애초 목적인 홍수 예방과 농업용수 확보와는 상관없는 ‘4대강 뱃길 만들기용’이라는 의혹이 제기됐다. 이때 안전에 문제가 있어 보수가 시급한 저수지는 대상에서 제외되기도 했다. 이에 대해 농식품부는 강 인근에 설치된다고 반박했다. 한편 참여정부 시절에 개보수가 끝난 저수지가 포함되기도 했다. 총 113곳의 저수지를 검토한 결과, 30년 동안 홍수와 가뭄 피해를 입은 곳은 단 한 곳도 포함되지 않았으며, 우선 수리 대상은 8곳이 선정되었다. 또한 이미 개보수가 끝난 곳도 62곳이나 포함되었는데, 이는 사업 목적인 홍수 및 가뭄 등 재난 예방과는 거리가 있다는 지적을 받았다.

### 수질 악화 논란
수질 악화 논란에 대해 이명박 대통령은 "대한민국의 기술 수준이 30~40년 전이라면 그럴 수도 있겠지만, 현재 우리나라는 세계 최고의 강 복원 기술을 갖고 있다"며 이 대통령은 "지금 보를 만드는 데는 한 단계 더 높은 IT기술을 갖고 한다"며 "보 밑에는 항상 물이 흐르고 필요할 때 열고 닫아 수량을 확보하고 수질을 보존할 것"이라며 "단순히 기술이 모자라 수질이 나빠질 것이란 얘기는 맞지 않는다"고 지적했다. 또한, "한강도 수질이 나쁘고 홍수피해가 컸지만, 잠실과 김포 신곡에 보를 만들어 물을 가두는 바람에 물이 많아지고, 황복이 돌아오는 맑은 물이 됐다"며 "4대강도 복원해 옛날 맑은 물 흐르고 뗏목 타던 시절로 돌아가자는 것"이라고 말했다.
대한하천학회와 운하반대전국교수모임은 4대강 사업과 관련해 "이명박 대통령이 '국민과의 대화'에서 진실을 왜곡했다"고 주장했다. 2009년 11월 30일 긴급 기자회견을 통해 "이명박 대통령이 한강에 수중보가 설치돼 수질이 깨끗해졌다고 말했지만 실제로는 보로 인해 물길이 정체되면서 한강 수질이 더 나빠졌다"고 지적했다. 또 "이명박 대통령이 수질이 나아졌다고 말한 시화호에 대해서도 물막이 공사이후, 물고기 수십마리가 폐사하자 해수를 유통시켜 수질을 개선한 것이라며 결국 방조제 축조가 대표적인 예산낭비 사례가 됐다"고 반박했다. "정부가 4대강 사업을 추진하면서 진지한 검토없이 보 건설과 대규모 준설이란 하천 정비 방식에 몰두하고 있는 게 문제라며 사업 속도를 줄이고 여러 대안을 깊이 있게 검토해야 한다"고 강조했다. 서동일 충남대 토목환경공학부 교수 4대강에 보를 건설한 것은 강물의 체류시간이 3배 이상 되어 수질 악화가 된다고 발표하였다. 공사 과정에서 기름이 유출되어 물고기가 떼죽음을 당하는 일이 발생하기도 했다. 또한, 2012년에 들어서는 4대강 사업이 추진되었던 한강과 낙동강 일대에서 맹독성이 있는 녹조현상이 일어났는데, 민주통합당에서는 이러한 원인이 '4대강에 보를 설치하여 유속이 느려졌기 때문에 발생한 것'이라고 비판하였다.

### 환경 오염 논란
12월 11일 국제 습지 전문가들이 이명박 대통령에게 서한을 보내 4대강 사업 중단을 촉구했다. 세계습지네트워크 크리스 로스트론 의장과 각 대륙별 대표 9명이 이명박 대통령과 정운찬 국무총리, 정종환 국토해양부 장관, 이만의 환경부 장관에게 서한을 보내 4대강 사업 중단을 요구하고 나섰다. 4대강 사업의 문제점은 물길 직선화와 강바닥 준설, 구조물 설치, 제방 보강이라 지적했다. 로스트론 의장은 유럽, 미국, 일본의 과거 사례를 토대로 "강에 대한 수많은 토목사업은 결국 홍수와 침식, 수질 악화, 생태계 변화, 생물다양성 감소를 가져올 것"이라고 지적했다. 전 세계 습지 전문가들 역시 "4대강 사업의 핵심인 새로운 댐(보) 건설과 준설은 결코 '복원'이라고 할 수 없고, 오히려 대대적인 생물다양성 손실과 환경 비용만 초래할 것이다"라고 언급했다. 이와 함께 김덕성 한국습지 NGO네트워크 준비위원회 위원장은 "4대강 사업은 습지 복원과 환경영향, 지역사회 참여 등에 관한 람사르 협약이 제시한 습지의 현명한 이용 원칙을 명백히 위반했다"라고 지적하며, 국제 협약과 약속을 이행할 것을 촉구했다. 도올 김용옥은 "국민 세금 몇십조를 강바닥에 퍼붓는 미친 짓”이라며 “형편없이 국토를 망치는 일을 왜 하는지 도무지 이해가 가지 않는다. 일방적으로 모든 국민에게 강요하고 따르라고 하는데, 이는 언론과 4대강, 우리 삶 등 모든 것을 다 죽이는 것"이라며 4대강사업의 환경파괴에 대해 지적했다.
6월 16일 이명박은 "인간중심주의도 안 되지만, 환경지상주의도 답이 아니다", "환경보호와 성장은 과연 조화가 가능할 수 있을 것인가"라며 환경단체, 종교단체들의 4대강 사업 반대에 대한 입장을 밝혔다. 하지만 이는 '친환경 녹색성장'을 강조하며 환경을 위해 실시하는 것이라는 기존의 입장과는 바뀐 것이다.
2010년 4월 후반에 경기도 여주군 부근의 사업에서 물고기 떼죽음이 보고되었다.
4대강 공사를 실시하고 있는 낙동강 함안보의 퇴적오니토 성분분석 결과 다량의 발암물질과 중금속이 검출되었다. 4대강 살리기 사업의 하나인 죽산보 설치공사가 진행 중, 갈수기에 내린 35mm가량의 비에 밭이 침수되었다. 낙동강발 황사로 경북 구미시의 주민들이 피해받고있다. 보 건설 과정에서 파내 공사현장에 쌓아둔 엄청난 양의 낙동강 준설토도 이런 황사바람을 일으키는 주범으로 지목되고 있다.
더군다나 2010년 9월 30일에 4대 강 중 낙동강의 8,9,10,15공구에서 4대강 사업 공사 도중 발생한 최하 1000톤 이상의 폐기물이 매립되어 있다는 사실이 드러났다. 이로 인하여 부산 지역에서 식수 문제가 야기되었다. 폐기물이 발견된 지점에서 부산시민의 식수원인 매리취수장과 고작 1km정도밖에 이격되어 있지 않다.
낙동강 공사지역의 준설토가 그대로 강물에 흘린 제보가 있다.
심지어 국토부가 환경부의 반대 의견을 묵살한 의혹이 있어 검찰에 국토부를 고발하는 움직임이 있다.
또한 2010년 11월 현재 총인처리시설 집행률이 4%에 불과해 4대강 사업 공정이 완료될수록 환경오염 우려가 커지고 있다. 그래서 홍희덕 민주노동당 의원은 "수질정책 전반이 4대강 사업으로 인해 무너지고 있다"고 말했다.
경상남도 의령군의 낙동강 지역에서 준설토와 오염물질이 그대로 낙동강에 흘려졌다.

### 농민 피해, 채소값 폭등
가톨릭농민회, 우리밀살리기운동본부, 전국농민회총연맹, 전국농업기술자협회, 전국새농민회, 전국여성농민회총연합, 한국4-H본부, 한국낙농육우협회, 한국농촌지도자중앙연합회, 환경농업단체연합회 등 10개 농민단체가 모인 만든 농민연합은 18일 경기도 남양주에서 4대강 반대 30만 농민서명운동 발대식을 있었다. 농민연합은 "4대강 사업은 이미 언론보도를 통해 심각한 문제를 드러내고 있는 환경 문제와 함께 농업·농촌과 농민의 삶에도 심각한 위협을 가하고 있다"며 "4대강 사업으로 인해 약 6만여 명의 농민이 강제로 이주되고, 식량자급률이 25%에도 미치지 못하는 상황에서 전체농지의 약 2%가 감소가 예상된다"고 밝혔다. 농민연합은 "특히 시설채소 재배지 약 20%가 감소될 것으로 예상돼 채소가격 폭등으로 인한 소비자들의 심각한 피해 또한 예상되고 있다"고 덧붙였다.
또한 4대강 사업으로 인해 강 주변 유역에 경작지를 매입하면서 경작지가 줄어 채소값 폭등의 원인이라는 지적도 제기되고 있다. 특히 2010년 9월에 발생한 배추값 폭등의 원인중 하나로 제기되고 있다. 장상환 경상대학교 교수는 "4대강 사업으로 인해 시설 재배 경작지는 16% 정도나 줄어들어 (시설에서 재배한) 채소값은 30~40%까지 오를 것"이라고 전망했다. 이들 폭등이 예상되는 채소 종류로는 배추, 열무, 상추, 부추, 깻잎, 대파, 알타리무 등이 제기되고 있다.
그러나, 2010년 9월말부터 치솟던 배추값이 10월 중순부터 가파르게 떨어지면서 4대강사업과 채소값의 연관성 논란은 잦아들게 되었다.

### 유기농 점용 허가 취소 논란
팔당댐 부근 두물머리 유기농지에서 하천 점용 허가를 얻어 수십년째 유기농 농사를 짓던 가구의 하천 점용 허가를 취소하여 논란이 되었다. 2011년 2월 15일 수원지방법원에서 하천 점용허가 취소를 취소하는 판결을 선고했다.

### 지자체의 사업 반대
경남도가 사업에 대한 입장을 반대로 최종 결정하였으나, 국토부는 4대강 정비 사업을 계속 진행하기로 결정하였다. 이어서 국토부가 사업권을 경상남도로부터 회수하겠다고 말하였다. 나중에 경상남도도 사업권이 회수되면 소송하겠다고 밝혔다. 그리하여 비록 정부가 경상남도의 사업 공정률을 낮다고 사업권 회수를 발표하였지만 이는 사실과 다르다.
또한 충청남도도 보 건설에 공식적으로 반대하였다.

### 4대강 사업 효과 감사에 대한 논란
4대강 사업의 찬반 논란과, 효과에 대한 이견에 제시되던 가운데 감사원은 4대강 사업의 효과에 대해서 조사했다. 감사원은 예비 타당성 조사와, 환경영향평가, 문화재 조사 등에서 별다른 문제가 없다는 결론을 내렸다. 이에 대해 민주당 이준석 대변인은 "정권 눈치보기용 감사"라면서 "대통령 고교동창들의 사업 독식과 담합 의혹이 제기된 턴키발주 문제는 언급조차 하지 않는 등 낯 뜨거운 결과를 내놨다"라며 반발했다.

### PD수첩의 긴급 방송 취소
2010년 8월 17일, 당일 방송예정이던 "4대강 수심 6m ··· 누가 밀어 붙였나?"에 국토해양부 4대강살리기 추진본부는 MBC PD 수첩이 방송을 앞두고 사전배포한 보도자료가 명백한 허위사실인데도 신문과 방송, 인터넷 등을 통해 급속하게 확산되고 있어 방송금지 가처분 신청을 서울남부지방법원에 냈다고 밝혔다. 그러나 서울남부지법 민사51부(양재영 부장판사)는 국토해양부가 낸 방송금지 가처분 신청을 기각했다. 재판부는 결정문에서, "기록만으로는 방송예정인 프로그램의 내용이 명백히 진실이 아니고 방송 목적이 공공의 이익에 부합하지 않는다고 보기 어렵다. 또한 방송이 이뤄진다고 해서 신청인에게 중대하고 회복하기 어려운 손해를 입힐 우려가 있다는 점에 대한 소명이 부족하다"라고 밝혔다. 재판부의 이러한 결정에도 불구하고, 'PD수첩' 제작진에 따르면 김재철 문화방송 사장은 임원회의에서 사규위반을 이유로 방송보류를 최종지시한 것으로 확인됐다. 제작진은 "이 날 오전 국토부에서 방송금지 가처분신청을 낸 뒤 김재철 사장이 'PD수첩'의 사전 시사를 요구했다. 그러나 MBC 공정방송단체협약규약 상 사전시사의 최종 책임자는 각 제작국의 국장이며 사장은 시사권한이 없기에 이를 정중히 거절했다"라고 밝혔다. 제작진은 해당 방송이 결방되자, 조합원들을 긴급히 소집해 대응 방법을 논의했다. 사장의 지시에 따라서 PD수첩이 결방된 사례는 우루과이라운드를 보도하기로 되어있던 1990년이 마지막으로 20년만에 처음 있는 일이다. 그 당시 MBC 직원들은 50일간 파업을 벌였다.

### 추적60분의 긴급 방송 취소
2010년 12월 8일 KBS 추적60분에서 4대강 사업에 대한 방송이 될 예정이던 가운데 방송 하루 전 KBS측은 갑작스레 방송을 취소, 보류했다. KBS측은 '법원의 판결이나 공적 기관의 판정에 결정적인 영향을 줄 수 있는 보도나 논평은 신중을 기해야 한다'는 KBS 방송강령 20항에 의해 취소했다고 밝혔으나, KBS 노조측은 "언제부터 재판 선고 일정을 보고 방송 여부를 결정했나"라며 소송이 진행 중인 모든 사안에 대해 방송을 못하게 한다면 방송할 수 있는게 얼마나 있겠느냐며 강력 반발하며 "8일 KBS 민주광장에서 방송보류결정 규탄대회를 열 계획"이라고 밝혔다. 한편, KBS 사내에서는 '4대강 사업에 대한 언급은 금기'라는 이야기가 나돌고 있어 이러한 의혹이 드러난것 아니냐는 의혹도 제기하고 있다. 이에 앞서 11월 17일 추적60분에서 천안함 사건을 다루려고 했으나, 갑자기 방송 취소에 들어가 논란을 일으킨 바 있어 KBS에 대해 정권의 외압이 작용하고 있는 것 아니냐는 논란이 불거지고 있다. 그 이후 KBS 새 노조는 외압받았다는 자료가 있다고 해명하였다. 이후 KBS 새 노조에 의해 "청와대 쪽이 방송 전 사쪽에 (프로그램에 대해) 우려를 전달한 정황을 확보했다"라는 주장이 제기됐다. 새 노조는 이러한 정황을 포착한 자료를 공개하겠다며 다음주 정상 방송을 요구했으나, 청와대 관계자는 그런 사실이 없다며 부인했다. 이 외에도 추적60분의 김범수 PD가 사내 게시판에 "입사 이래 한국방송에서 반상식적인 일을 참 많이 겪었지만 이번 불방은 가장 폭력적인 것"이라며 "4대강 예산안이 날치기로 통과되던 바로 그날, 선배님은 추적 60분 ‘4대강’ 편을 불방시켰다"라는 내용의 글을 올린바 있다. 추적 60분 제작진들은 다음주 방송을 위해 노력하였으나, KBS측은 추적60분 CP에게 "신변 정리를 하라"고 통보하여 논란이 일기도 했다. 이후 2주간의 결방 끝에 방송이 되었으나, 이 과정에서 추적60분 제작진이 '불방시킨 관련자를 문책하라'는 내용의 플래카드를 내걸었다는 이유로 KBS 감사실에 소환당해 조사를 받아 언론 탄압 논란이 확장되기도 했다.

### 건설사 선정 과정
4대강 사업을 맡을 건설 업자들로 이명박의 고등학교 동창인 동지상업고등학교 동문들이 유독 많이 선정되었다. 이에 대해서 민주당 이석현의원은 "권력배경을 가진 특정 지역, 특정 동문들만 이기는 컨소시엄 참여로 특혜를 받는 것은 큰 문제가 아닐 수 없다"며 "유력 대기업들에 의한 컨소시엄 선정 과정에 권력 실세의 개입이 없었는지 철저히 수사해야 한다"고 주장했으며, 명진스님은 "내가 알고 있는 정치인 중에 이명박 장로만한 거짓말의 달인은 못 봤다. 낙동강 4대강 사업을 맡은 사람들이 포항 동지상고 (이명박 대통령의)동창들이 다 맡았다고 하는데, 이게 국가냐, 조폭집단이냐"며 이명박과, 4대강 사업에 대해서 강도 높게 비판하였다.

### 담합
4대강 사업 입찰에 참여한 건설사들간의 입찰 가격차이가 0.0036% 에 불과해 담합 의혹이 나오기도 하였다. 일반적으로 예상가격의 60%정도에 낙찰되는 경우가 대부분이지만, 이 경우는 90%가 넘는 가격들에 낙찰되었기 때문에 담합 의혹에 대한 논란을 일으켰다.

### 국감개입 논란
청와대 정책기획관실이 4대강 살리기 이슈 대응이라는 문서를 국정감사를 하는 한나라당 소속의 의원들에게 배포하여 국정개입에 논란을 일으켰다.

### 정진석 추기경 발언
정진석 추기경은 4대강 사업입장 표명에 대해 천주교계에서 내분이 있다.

### 레저사업의 성격 발언
강만수 대통령 경제특보 겸 국가경쟁력강화위원장은 “4대강 사업을 치수사업이라고 생각하기보다는 호텔·레저 등 엄청난 파생산업을 발생시키는 거대한 사업이라고 봐야 한다”고 말했다.

### 경북 구미 단수
2011년 5월8일 구미 해평취수장의 가물막이 보가 유실된 뒤 구미 시민들은 단수 사태를 겪어야 했다. 금방 해결될 줄 알았던 단수는 4일간이나 계속되었고 구미 시민들은 ‘물 전쟁’을 치러야 했다. 세수도, 화장실 사용도, 빨래도 할 수 없었다. 구미 출신인 한나라당 김성조 의원은 “대표적 4대강 사업 찬성 지역이던 구미에서 이번 단수 사고로 여론이 1백80˚ 돌아섰다”라고 말했다. 이러한 여론으로 인해 대구경북 주민들은 2011년 시사저널이 조사한 여론조사에서 과학밸트나, 신공항보다 4대강 사업이 더 중요한 현안이라고 제시했다.

### 경북 칠곡군 낙동강 호국의 다리 붕괴
2011년 6월 25일, 장마로 인해 폭우가 쏟아지자 낙동강 호국의 다리(구 왜관철교)가 붕괴되는 일이 발생했다. 호국의 다리는 등록문화재로 지정되어 있다. 환경운동연합 측은 이와 관련 "왜관철교 붕괴는 인접한 4대강 사업으로 하상이 과도하게 준설되어 일어난 사고"라며 "4대강 공사로 강바닥이 준설 전보다 4m 낮아졌다. 장맛비로 교각 부근에 와류가 발생, 교각 밑바닥에 있는 모래를 세굴하게 되었고, 결국 교각이 기울어지면서 교량상판이 하천 바닥으로 내려앉으면서 붕괴된 것"이라고 지적했다. 상주댐 제방 붕괴 역시 붕괴 위험이 우려됐다.

### 준설토 농사 문제
영산강 준설토를 이용해 농지를 높인 전라남도 나주시 동강면 옥정들에서 벼농사를 지었는데 흙이 강산성이어서 농사를 망쳤다.

## 비판

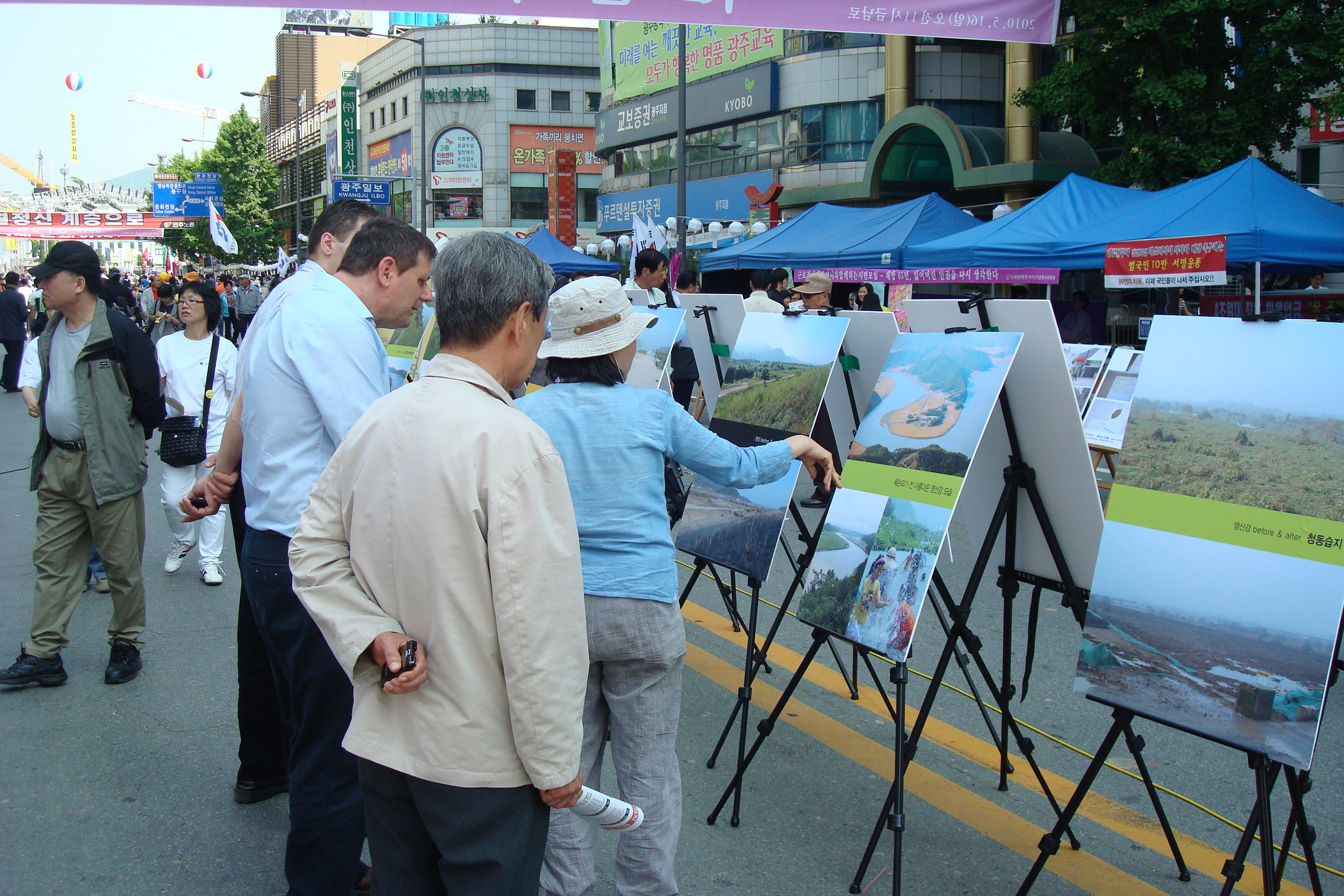
4대강 정비 사업의 환경 파괴를 경고하는 시민단체의 사진전시회

- 홍수 예방 기능 관련 : 2013년 박근혜 정부 감사원 감사 결과, 2018년 문재인 정부 감사원 감사 결과 모두 4대강 사업의 홍수 예방 효과에 대해 부정적으로 평가했다.[105] 또한 4대강 사업으로 축조된 보가 홍수를 유발한다는 지적도 있다. 박창근 대한하천학회장(가톨릭관동대 토목공학과 교수)은 "보는 자체가 하천을 가로질러서 물의 흐름을 방해하기 때문에 보 부근에서는 하천의 수위가 올라가게 됩니다. 그래서 홍수 위험을 오히려 증가시키게 됩니다.", "실제로 중수 하천 같은 경우에 홍수 피해가 발생한 지역을 보면 보 인근에서 제방 붕괴가 많이 발생하고 있습니다. 그래서 보는 홍수 위험을 증가시키는 구조물이다, 그리고 보의 기능은 수위를 높여서 이수에 유리하게 하는 구조물이다, 이렇게 보는 게 옳습니다."라는 의견을 밝혔다.[106][107] 실제로 낙동강 합천창녕보와 영산강 죽산보 인근의 제방 일부 구간이 수위 상승으로 인한 수압 증가로 붕괴되어 강물이 유입돼 홍수피해가 있었던 사례가 있다.[108][109]

- 물부족 대비 기능 관련 : 4대강 사업으로 건설된 보는 총 16개다. 그 가운데 지난 2006년과 2011년 정부가 발표한 '수자원장기종합계획'에서 정부가 예측한 물부족 지역에 설치된 보는 5개뿐이다. 보 대부분이 물부족 염려가 적은 곳에 설치된 것이다. 2014년 12월 국무조정실 4대강사업조사평가위원회도 '보 건설 지역을 선정할 때 수자원 공급 측면을 고려하지 않았고, 용수공급계획과 시스템이 필요하다'고 평가한바 있다. 송수관로 건설을 비롯한 추가 대책을 위해서는 예산을 이중으로 들여야 하는 문제점이 있었고 2015년 물부족 사태 당시 국회 국토교통위원회에서는 "가뭄 해소를 위해서는 지역별로 작은 농업용 저수지 등을 만드는 게 낫다'는 지적이 나왔다.[110] 한편 2015년 가을 충남 서부 지역의 극심한 가뭄으로 식수까지 부족해지자 수자원공사 등은 사업비 625억원을 투입해 21.9km 도수로와 양수장, 가압장을 만들어 2016년 2월부터 금강에서 보령댐으로 물을 퍼올렸다. 당시 양수장에서 보령댐까지는 고도 차이가 126m나 되기 때문에 전기료를 포함하여 유지관리비가 한 달에 약 5억원이나 소요되었다고 알려져있다. 2015년 물부족 사태에 대해 이상훈 前 수원대 교수는 "4대강 보의 물을 물부족지역에 공급하려고 해도 경제성이 없다. 4대강 보는 유역에서 가장 낮은 곳에 위치하고 있기 때문에 만일 도수로를 만들어 물을 공급하려면 계속해서 물을 펌프로 뿜어 올려야 한다는 단점이 있다.", "정부에서는 4대강 본류 주변에는 물을 충분히 공급할 수 있었기 때문에 4대강 사업의 가뭄 방지 효과가 있다고 주장하지만, 4대강 본류 주변 지역은 4대강 사업 이전에도 물이 부족한 지역이 아니었다. 물이 부족한 지역에 물을 공급해야 가뭄 해결책이다."라는 의견을 밝혔다. 대한하천학회 회장이었던 김정욱 서울대 환경대학원 명예교수는 당시 가뭄이 많이 든 지역이 주로 상류나 산골, 해안지역이라며 4대강 공사는 근본적으로 가뭄을 해결할 수 있는 대책이 아니라고 지적했다.[111]

- 한반도 대운하 관련 : 2013년 박근혜 정부 감사원은 4대강 사업이 향후 운하 추진을 염두에 두고 이루어진 것으로 평가했다. 감사 결과를 보면 국토부는 이명박 전 대통령의 대운하 중단 선언(2008년 6월) 이후인 2009년 2월 “사회적 여건 변화에 따라 운하가 재추진될 수도 있으니 이에 대한 대비가 필요하다”는 대통령실의 요청에 따라 대운하 재추진에 문제가 없도록 4대강 사업의 마스터플랜을 수립했다. 이에 따라 현대건설, 대우건설, 삼성물산, GS건설, 대림산업로 구성된 경부운하 컨소시엄이 그대로 4대강 사업에 참여하였으며 대형 건설사들이 컨소시엄을 통해 낙찰 예정자를 사전 협의하는 등 손쉽게 담합을 저지를 수 있었던 것으로 감사원 감사 결과 드러났다. 담합 정황이 포착됐는데도 국토부는 별다른 제재 없이 2011년 말까지 준공하기 위해 사업비 4조1000억원 규모의 1차 턴키공사를 한꺼번에 발주해 담합을 사실상 방조한 사실도 조사됐다. 특히 대운하 추진안을 고려하느라 당초 계획보다 보의 크기와 준설 규모를 확대함으로써 수심 유지를 위한 유지관리비 증가, 수질관리 곤란 등의 부작용이 우려된다고 감사원은 지적했다.[112] 또한 대운하를 염두에 두고 사업을 진행하면서 보(洑)는 소형보 4개에서 중·대형보 16개로 증가했고, 준설 규모도 당초 2억2000만t에서 5억7000만t으로 2배 이상 늘었다. 또한 필요 이상으로 강 바닥을 깊이 파서 특히 낙동강은 최소 수심이 6m로 대운하 계획에서 마련된 수심(6.1m)과 거의 비슷해졌다. 수심 6m는 4000~5000t급 화물선이 다닐 수 있는 깊이다. 감사원은 또 이 과정에서 국토부가 청와대에 "추가 준설 등으로 운하 추진이 가능하다" "추후 운하 추진에 지장이 없도록 하겠다"고 보고한 문건도 확보했다고 전했다.[113]

- 졸속 추진 : 정부가 졸속으로 추진하고 있다는 점이다. 4대강은 대운하와 더불어 천문학적 예산이 쓰이지만 몇 개월만에 결정하고 전문가들이 반대를 하는 와중에도 법 규정(친수법[114] 등)까지 바꾸어 가며 급히 시행한다는 점이다. 4대강도 임기 내 업적을 내려는 과욕이라는 비판이 많다. 6.2 지방선거에서도 한나라당이 패배한 가장 큰 원인이 4대강 사업의 역풍으로 인한 것이라는 분석이 제기되는 가운데 조선일보의 김대중 고문도 칼럼을 통해 "민심이 소통 부재의 MB정치와 토목사업투성이인 MB정책에 NO를 선언했는데 MB는 고장 난 레코드처럼 '경제'만을 되뇌고 있는 형국"이라고 지적했다.[115]

- 정부의 4대강 사진 조작 : 국토부 산하 '4대강 살리기추진본부 공사3팀'은 '팔당유기농 경작지 보상을 위한 수용재결신청' 문서에서 "유기농도 일반경작지와 마찬가지로 하천을 오염시키고 있다"며 그 근거로 '하천부지 경작지의 퇴비 보관 장면'이라는 제목의 사진을 실었다. 하지만 민주당 조정식 의원은 "수소문 끝에 '팔당공대위'가 확인한 결과 국토해양부의 보도자료에 게시된 지역은 부산과 김해시를 사이에 두고 있는 낙동강변으로 밝혀졌다"고 주장했다. 정부가 2009년 3월 제작한 '4대강 살리기 홍보 영상'에서 나온 물고기 떼죽음 영상도 미국의 사건임이 드러난적이 있으며, 같은해 10월 방송광고에서 "4대강 유역에 자연습지가 전무하다"며 갈라진 땅을 소개한 사진도 4대강 사업과 관련없는 경남 고성군 삼덕저수지로 드러나 비판을 받았다.[116]

- 공사에 군대 투입: 2010년 5월, 4대강 사업에 군대를 투입한다는 사실이 밝혀졌다. 육군 제2작전사령부와 부산국토관리청은 4월 22일 낙동강에 공병부대를 투입해 공사를 지원한다는 내용의 협약을 맺었다. 이 협약에는 "병력은 강바닥을 파서 생긴 ‘준설토’를 트럭에 실어 다른 곳으로 옮기는 임무를 맡는다."는 내용과 함께 투입될 장병들의 숫자와 트럭 대수까지 자세하게 포함되어 있었다. 군이 투입된 낙동강 35공구는 군사시설도 아니며, 홍수가 잦은 지역도 아니기 때문에 대민지원으로 보기도 어렵다는 점에서 군이 투입되는 것은 부적절하다는 비판이 제기되었다. 민주당 안규백 의원은 "이명박 대통령이 천안함 사태 이후 안보태세를 강조하지만 4대강을 파괴하는 데 군사력을 이용하는 안보 무책임을 보여주고 있다"고 비판했다.[117] 한겨레는 사설에서 "속전속결식으로 4대강을 파헤치려고 수단과 방법을 가리지 않고 모든 걸 끌어쓰겠다는 이런 발상은 과거 군사정권의 모습과 다를 바 없다."고 지적했다.[118]

- 홍보비: 민주당이 4대강 관련 정부부처의 2009년도 4대강 사업 홍보예산 사용내역을 분석한 결과 전용 등의 방법을 통해 국토해양부, 농림식품부, 환경부가 홍수 예방으로 책정된 예산 79억원을 4대강 홍보 목적으로 사용한 것으로 드러났다. 민주당 이미경 의원은 "4대강 홍보와 무관한 용도의 예산을 홍보비로 사용한 것은 예산의 목적범위 안에서 재원을 효율적으로 활용할 수 있도록 한 국가재정법 제46조(예산의 전용)를 정면으로 어긴 것"이라고 비판했다.[119] 또한 4대강 사업의 홍보비는 2009년부터 2010년 8월까지 50억 4800만 원으로 참여정부의 중점 사업이었던 세종시보다 4배나 많아 과도한 홍보에 대한 지적이 제기되기도 했다. 민주당 김부겸 의원은 "4대강 사업에 대한 국민적 동의를 얻지 못하고 있을수록 홍보에 더욱 혈안이 돼 광고비 집행이 늘어날 것으로 우려된다"고 비판했다.[120]

- 선상 카지노: 4대강 정비 사업 빚 갚기 위한 카지노 서비스 도입에 대한 비판이 있었다.[121]

- 4대강 특별법: 이정희 민주노동당 비례대표는 강을 복원할가 위한 보를 없애는 '4대강 특별법'을 제정하는 의견을 발표하였다.[122]

- 건설회사의 혜택: 4대강 사업을 많이 비판하는 강기갑 의원과 경제정의실천시민연합은 가장 많은 수혜를 받은 회사가 삼성물산이라고 발표하여[123] 대기업 건설회사의 지나친 혜택을 우려하였다.

- 일자리 문제: 4대강 사업에 창출된 일자리가 대부는 아르바이트 계열의 직종이다는 비판이 있다.[124]

- 군 선박 사고: 환경운동연합은 여주군 남한강 군용 선박 전복 사고의 원인을 4대강 사업의 하나인 이포댐 공사의 불안정한 물흐름을 지적하였다.[125] 손학규 민주당 대표는 이를 "급기야 4대강 사업으로 국군장병 4명의 목숨을 앗아간 참사가 일어났다"고 주장하였다.[126]

- 1조원 은닉 의혹: 민주당 김진애 의원은 "4대강 사업 170개 공구별 사업 공정 중 '기타 항목' 사업비는 당초 1조 337억원이었으나, 총사업비 변경절차를 통해 2조 244억원으로 무려 9천907억원이나 증가했다"며 "이는 정부가 총사업비 조정을 통해 공사비 감액분을 보상비 등으로 전용한 것 외에 기타 항목 사업비에 은닉시켰음을 보여주는 것"이라고 주장했다.[127]

- 시행령 몰래 개정: 이명박 정부는 수자원공사법 시행령을 개정하였다.[128]

- 임금 문제: 경제정의실천시민연합은 "정부가 지난해 4대강 사업을 수행하는 원청 대기업에 선급금 1조3천억원을 지급했지만, 노동자 임금으로 지급된 돈은 한 푼도 없었다"라고 밝혔다.[129]

- 근로자 사망: 2011년 3월 11일까지 근로자 12명이 사망하였다.[130]

- 4대강 조사단: 2011년 5월 GS건설이 낙동강 지류의 홍수피해룰 조사를 단체를 불법적으로 막았다.[131]

## 반대 운동
4대강 사업 반대 운동은 주로 환경단체와, 진보성향의 시민단체 그리고 불교와, 천주교를 중심으로 광범위하게 이루어지고 있다. 2010년 6월 1일 문수 스님은 4대강을 반대하며 몸에 불을 질러 소신공양을 하였으며, 불교 최대 종파인 조계종도 4대강 사업 반대입장을 밝혔다. 조계종은 또한 2010년 12월 8일, 2011년 새해 예산안이 국회의장의 질서유지권이 발동된 상황에서 처리되어 4대강 예산이 포함되어 사업이 강행된다는 것에 대해 반발하며 정부·여당에 대해 전국 사찰의 출입 금지령을 내렸다. 조계종은 "(정부 여당 인사를)사적으로라도 만나거나 통화하면 사직서를 제출하라"며 투쟁 의지를 밝혔다. 또한 천주교는 정의구현사제단이 반대에 적극적이며, 천주교연대도 4대강을 반대하는 시국 미사를 열기도 하였다. 10월 27일 한국 천주교 주교회의가 4대강 사업을 "난개발"이라고 지적하였다. 일부 개신교와 원불교에서도 '종교환경회의'를 구성하여 4대강에 대한 반대 입장을 밝히기도 했다. 2010년 7월 8일에는 조계종 승려 13,000여명 가운데 1/3 가량의 스님 4,000여명이 4대강 사업 반대 서명에 동참했다. 이는 조계종 사상 유례가 없는 일로 기록된다. 성웅 직지사 주지는 "편협한 이기심, 개발이익에 대한 욕망으로 우리의 문화유산과 정신을 묻어가면서, 어떻게 국민통합을 이뤄질수 있겠는가"라며 4대강 사업의 중단을 촉구했다. 결국 2010년 12월 16일 불교, 개신교, 가톨릭, 원불교 등이 연합하여 '4대강 개발저지 4대종단 연대회의'를 구성하여 반대운동을 벌이기에 이르렀다. 환경단체들은 처음 논의가 시작될때부터 꾸준히 반대 입장을 밝혀왔다. 이러한 반대에도 불구하고 2009년 12월, 한나라당은 3조 5천억원에 달하는 예산을 국회 상임위에서 기습적으로 통과시키기도 했다.
2010년 5월, 미시경제학의 저자로도 유명한 이준구 서울대학교 경제학 교수는 4대강 사업의 대표적인 반대론자로 자신의 홈페이지에 110여쪽에 달하는 장문의 글에서 "한 사람의 인간으로서, 시민으로서, 지식인으로서, 그리고 경제학자로서의 모든 양심을 걸고 4대강사업에 반대하고 있다"며 4대강 사업의 비합리성을 주장했다.
2010년 10월 13일 민주당과 다른 야당들은 4대강 사업을 저지하기 위해 시민단체에 4대강 반대 국민 투표를 실시하는 계획을 추진했다. 이처럼 민주당을 중심으로 야당에서 4대강 사업 반대하는 가운데 2011년 예산안 처리가 박희태 국회의장에 의해 질서유지권이 발동된 가운데 강행처리되어 비판이 제기되기도 했다. 결국 정부가 제시한 4대강 예산이 대부분 골격이 유지된채 5조 4600억원이 처리되었다. 박지원 민주당 원내대표는 4대강 사업을 한반도 대운하 사업으로 규정하여 국민과 함께 본격적으로 반대운동을 펼친다고 말하였다. 그는 4대강 사업을 대운하 사업으로 볼 수밖에 없는 이유 10가지를 제시하면서 △홍수 발생 비율이 3.6%에 불과한 4대강 본류에서 홍수방지를 명분으로 대규모 공사가 강행되고 있으며 △개선이 절대 필요한 지천과 지류는 공사 대상에서 제외하고 있다는 점 등을 지적했다. 이어 민주당은 다른 야당과 함께 서울광장에서 4대강 대운하 반대 범국민대회를 개최할 예정이다. 12월에는 국회 예산결산특위 계수조정소위에서 4대강 예산을 놓고 공방을 벌였다. 민주당은 "홍수는 4대강 본류가 아닌 지류에서 났다(신학용 의원)", "지류.소하천 위주로 사업할 때 준설에서 예산을 줄일 수 있다(정범구 의원)"며 공세를 이어갔다. 이 과정에서 '4대강 사업은 대운하 계획'이라고 양심선언한 김이태 한국건설기술연구원이 양심선언을 잘못 생각한 것이라고 번복하라고 종용받았다며 이를 따르지 않아 보복을 받았다고 폭로해 파문이 일었다. 김이태 연구원은 양심선언을 이유로 3개월 정직이라는 중징계를 받기도 했다.
2010년 1월 민주당의 김효석 민주정책연구원장은 "국내 IT 경쟁력이 2007년 세계 3위였는데 이명박 정부 들어 지난해 19위로 떨어졌다"고 지적하면서 "이명박 정부가 들어서자마자 정보통신부와 과학기술부를 해체하고 정책이라고 내놓는 것은 4대강 사업뿐이고 미래 성장동력에 대한 얘기들은 완전히 사라졌다"며 "정부는 토목건설에만 매달리지 말고 정보통신부와 과학기술부, 바이오를 통합한 미래의 먹고 살 문제를 해결할 부처를 준비해야 한다"고 비판했다. 우상호 대변인은 "최고의 일자리 정책은 산업을 키우는 것이고 그래서 과거 김대중 전 대통령이 IT산업을 키운 것"이라며 "그러나 이 정권은 집권 2년이 지나도록 미래 성장동력에 대한 얘기는 없고 4대강에만 돈을 풀고 있다"고 비판했다.
2010년 9월 폭우 피해에 대해 민주당 박지원 비대위 대표는 "이번에 4대강은 문제 없었다. 통계를 봐도 4대강 홍수는 3.6%에 불과하다. 이번 도심지역의 폭우 피해는 속수무책이었다. 특히 서민들이 살고 있는 원도심지역, 그리고 달동네의 하수 배수시설은 과거의 기준에 맞춰져 있기 때문에 오히려 역효과가 나고 있다", "홍수 예방을 위해서 4대강 공사를 한다고 주장하지만 4대강 예산의 10%만 절감해서 원도심, 달동네의 하수배수관 시설을 개수하고, 저수펌프 등 여러 설비를 해 준다면 서민들의 아픔은 가실 수 있다"는 입장을 밝혔다. 11월에는 북한의 연평도 도발사태와 관련해 "이명박 정부가 강력한 안보를 말하면서 안보는 쳐다보지 않고 자기 업적을 위해 4대강 사업에 매몰돼 이 꼴이 됐다"면서 "4대강 예산을 대폭 삭감하고 국방 예산을 증액해 서해5도 복구 및 국방 강화, 민생 예산으로 전환해야 한다"고 비판했다.

## 해외의 비판
2010년 7월 11일 YWCA 강당에서 열린 4대강 사업 한·일 조사단 토론회장에서 '호리 료이치' 람사르 네트워크 일본대표는 "람사르 총회를 개최한 나라가 맞는가. 충격적이다. 4대강 사업은 목적이 불분명하고 람사르협약과 생물다양성협약에 위배되는 명백한 환경파괴 사업이다"라며 사업을 막아야 한다고 비판했다. 료이치는 "2008년 람사르협약 당사국 총회를 개최, 한국이 전 세계에 습지를 보호하겠다고 약속해 놓고도, 이렇게 습지를 파괴하는 것은 있을 수 없는 일"이라고 지적했다. 이마모토 히로다케 교토대 명예교수도 “4대강 공사장을 둘러본 결과 ‘운하건설 사업’이라는 인상을 지울 수 없었다"며 중단해야 한다고 촉구했다. 일본람사르네트워크와 한국습지NGO네트워크는 "4대강 사업 중단"과 함께 "치수·이수를 포함한 모든 사업들의 원점에서 재검토해야 한다"라고 지적했다. 맷 콘돌프 (Matt Kondolf) 미국 캘리포니아 대학교 버클리 교수는 4대강 사업을 비판하였다. 2010년 11월 서울에서 열리는 G20 정상회담에서 정부가 일방적으로 4대강 홍보를 하였는데 이에 대해 국내 일부 기자들이 냉담한 반응을 보이기도 했다.

## 비판에 대한 반론
국토해양부는 이 사업이 일자리 창출과 지역경제 활성화에 크게 기여한다는 보도자료를 내었다.
윤영선 한국건설산업연구원 연구위원은 이 사업이 38조5000억원의 생산유발과 35만7000여명의 일자리를 창출할 것이라며, 4대강 살리기사업의 경제적 파급효과를 제대로 이해하기 위해서는 단기와 장기로 구분해 살펴볼 필요가 있다고 강조하였다.
세계물위원회(World Water Council) 집행이사들이 기후변화 대응과 물 관리 기술에서 두각을 나타내고 있는 강정보령보를 방문, 4대강살리기사업의 물기술 및 보별 관리에 대한 시찰을 하였다.